# Тротуарная плитка

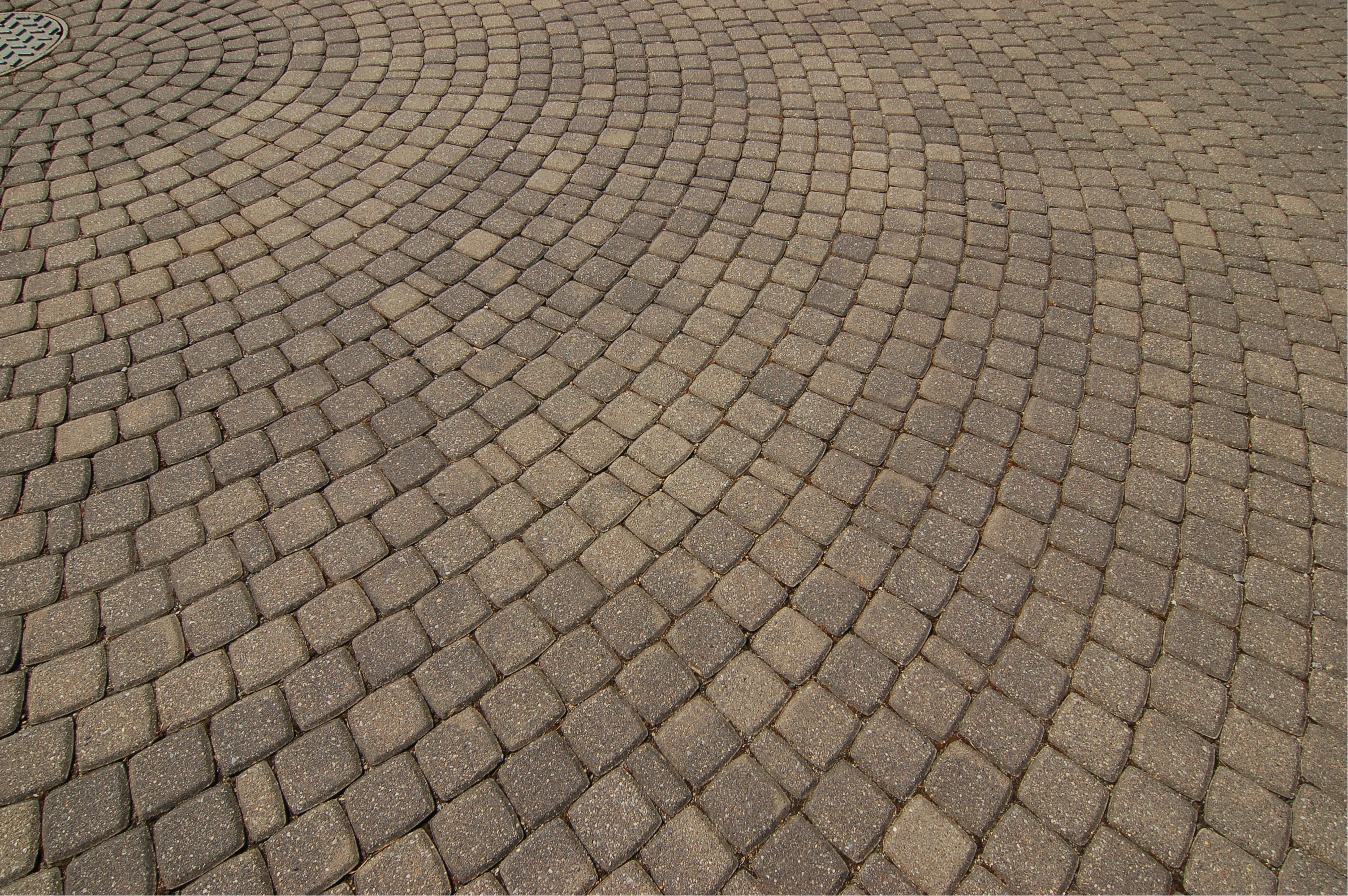
Плитка, уложенная по кругу

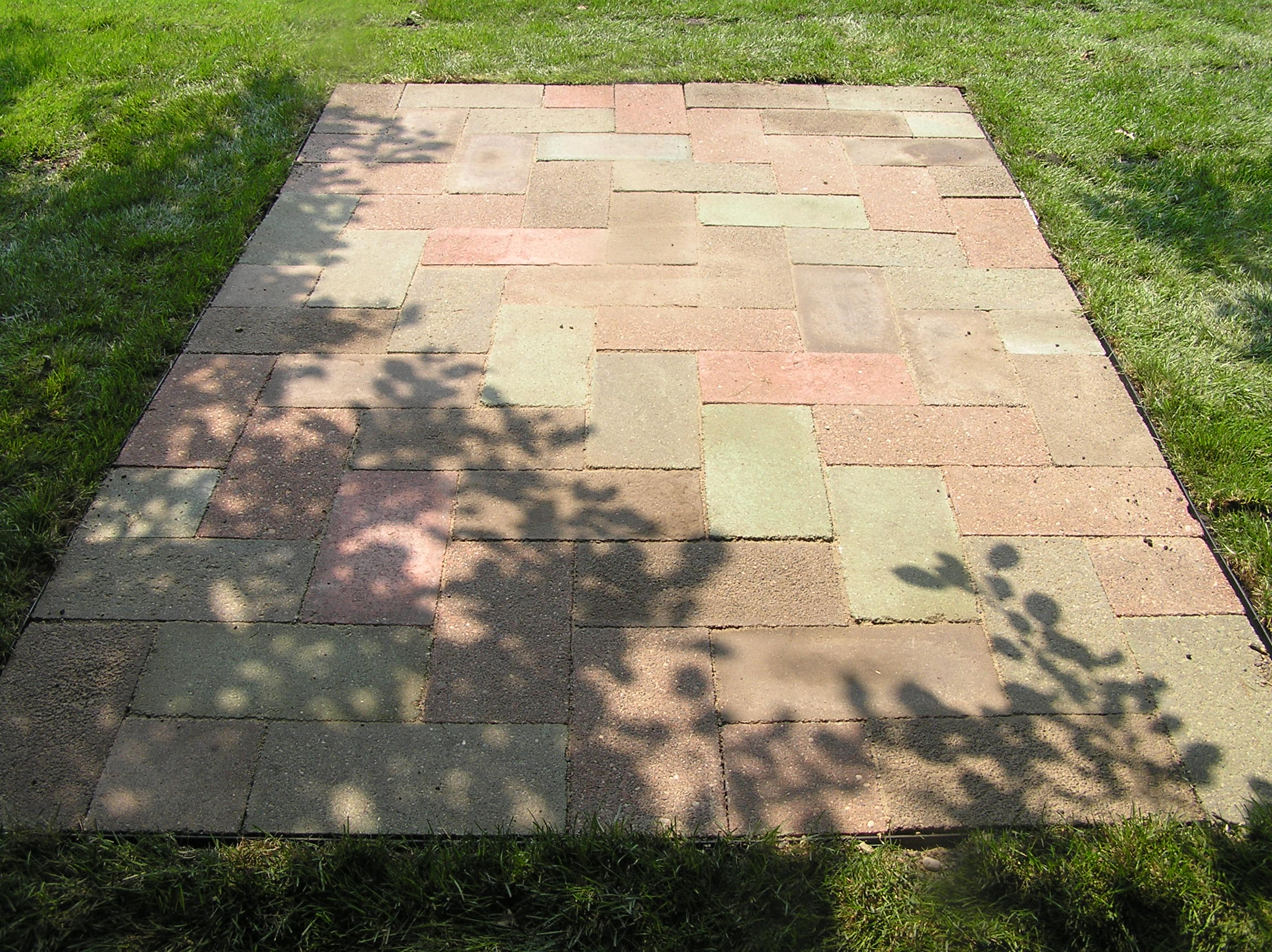
Плитка, уложенная прямоугольным узором

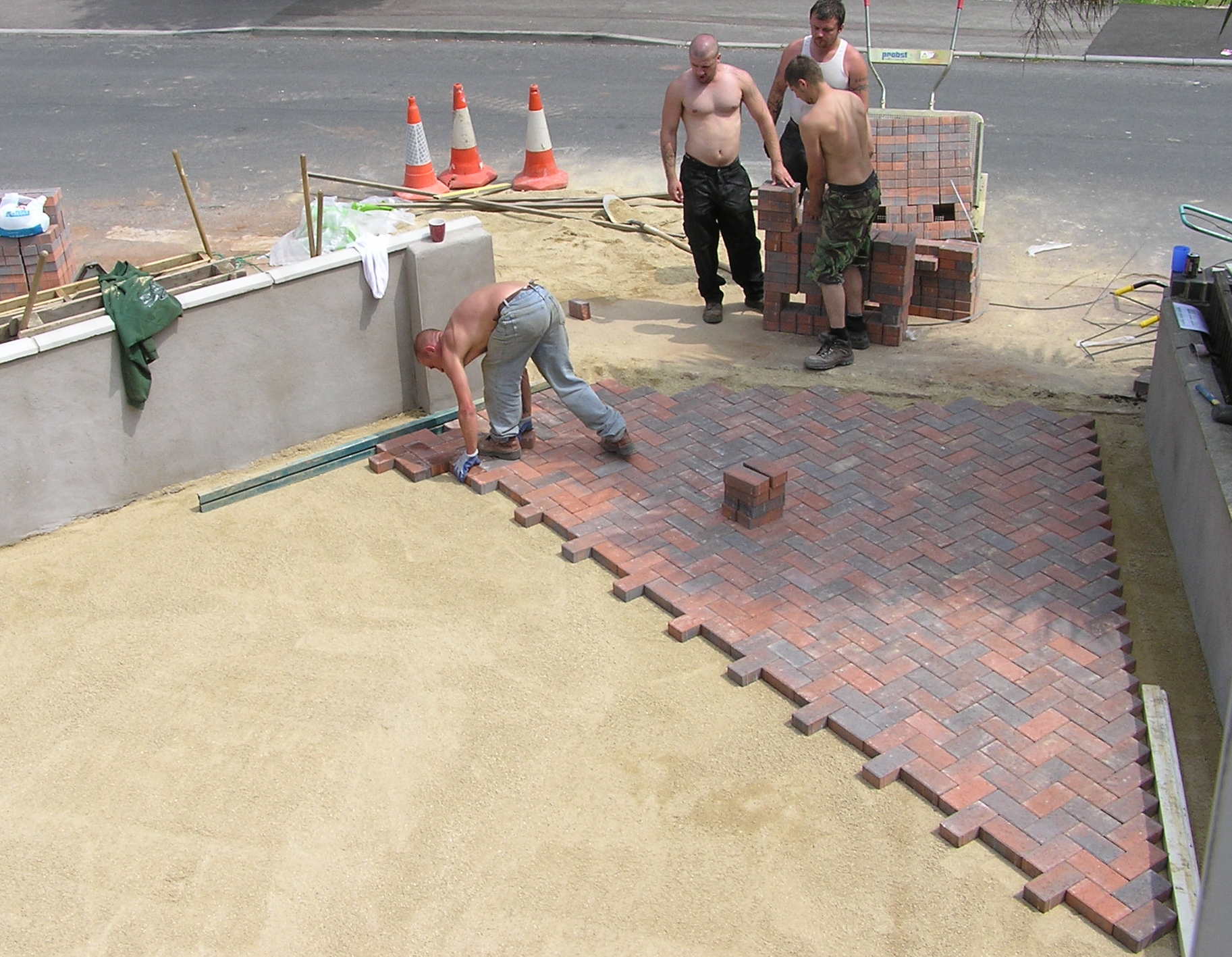
Кирпичная плитка на песочной основе в Англии

Тротуарная плитка — материал для покрытия тротуаров, улиц, подходов к зданиям. 

## Виды тротуарной плитки
Тротуарная плитка может быть изготовлена из различных материалов. Наиболее классический — это бетон, данная технология проста в производстве, и произведённая плитка выдерживает большие нагрузки. Но существуют и другие технологии: из натурального камня, обожжённой глины, дерева, резины.

## История тротуарной плитки
Производство было изобретено в Голландии в XIX веке. Тротуарная плитка использовалась при строительстве дорог из-за недостатка в стране каменных материалов. После того, как применение такого материала было признано достаточно успешным, производство тротуарной плитки началось и в других странах.
В России брусчатка из искусственных материалов появилась в 1970-х — 1980-х годах. Первоначально использовались массивные железобетонные плиты квадратной и прямоугольной форм. Производство фигурной тротуарной плитки началось в середине девяностых годов XX века, сначала только методом вибролитья. На данный момент это достаточно популярный строительный материал.

## Производство
Бетонная тротуарная плитка изготавливается промышленно из смеси цемента, заполнителя и воды.
Тротуарную плитку производят тремя основными методами:
- вибропрессование полусухих смесей;
- гиперпрессование полусухих смесей;
- вибролитьё.

Вибропрессование
Бетонная смесь укладывается в пресс-форму (матрицу), которая стоит на станине. Станина непрерывно вибрирует. На смесь сверху начинает давить пуансон (деталь обратная матрице, идеально точно входящая в неё, как поршень в цилиндр) и давит до полного уплотнения смеси. Пуансон тоже непрерывно вибрирует. После этого матрица и пуансон поднимаются, а на поддоне остаётся готовое изделие. Метод высокопроизводителен и допускает высокую степень автоматизации в производстве тротуарной плитки.
Благодаря такому виду производства появилась возможность делать не только вибропрессованную тротуарную плитку какого-либо одного цвета, а производить изделия с использованием нескольких цветов специальных красителей. Такая технология производства тротуарной плитки называется колор микс.
Гиперпрессование
Основным отличием этого метода является то, что уплотнение бетонной смеси производится за счёт очень высокого давления без вибрации. Прилагаемое давление, как правило, составляет от 150 до 250 килограмм на 1 квадратный сантиметр поверхности и может отличаться в зависимости от сырья.
Гиперпресс — это гидравлический пресс с односторонним или двухсторонним действием.
Односторонние прессы имеют один цилиндр, который приводит в действие пуансон.
Двухсторонние прессы имеют два цилиндра и уплотнение производится между двумя пуансонами — верхним и нижним.
Применение двухсторонних прессов даёт возможность бороться с градиентом уплотнения, который возникает из-за того, что в месте применения силы пуансоном уплотнение максимальное, а по мере передачи давления по смеси происходит уменьшение силы уплотнения вследствие передачи этой силы на стенки пресс-формы.
Метод имеет высокую производительность, допускает высокую степень автоматизации и, в некоторых случаях, позволяет избавиться от технологических поддонов и организовывать складирование непосредственно на транспортные поддоны вследствие высокой начальной прочности изделий.
Вибролитьё
Мелкозернистая бетонная смесь укладывается в пластиковую форму. Форма ставится на вибростол (стол с непрерывно вибрирующей поверхностью) и выдерживается на нём некоторое время. После того как бетонная смесь в форме уплотнилась, о чём можно судить по образованию цементного молочка на поверхности бетона, форму снимают с вибростола, выставляют на стеллажах с ровной поверхностью и укутывают плёнкой для предотвращения обветривания бетона и испарения влаги во время гидратации цемента, либо складируют в специальном помещении с высокой влажностью и высокой температурой (устанавливаются специальные нагреватели-выпариватели) для более быстрого набора прочности. Распалубочную прочность тротуарная плитка набирает в течение суток при температуре окружающей среды 20-25 °C, при температуре свыше 60 °C набор прочности ускоряется до 8 часов, набор 80-85 % конечной прочности, бетон достигает через 72 часа при температуре 20-25 °C, после этого плитка готова к транспортировке и укладке. Конечную прочность бетон набирает через 28 суток с момента его заливки.
Для производства резиновой тротуарной плитки необходима основа(резина) и заполнитель (герметик).
Как разновидность вибролитья, особняком идёт окатышная технология производства тротуарной плитки, так же эту технологию литья бетона в формы часто называют «гранилит», «кевларобетон», «ультрабетон», «искусственный мрамор», «гранитолит»  и др.

## Укладка тротуарной плитки

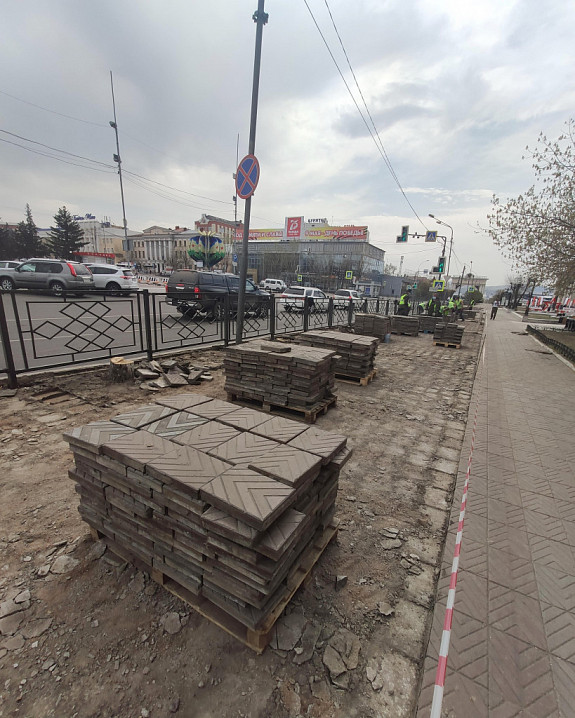
Подготовка к перекладке тротуарной плитки в центре Улан-Удэ, Бурятия

Укладку тротуарной плитки можно разделить на следующие этапы:
1. Геометрическая разметка
2. Выборка, уплотнение и планировка существующего грунта
3. Установка бордюрного камня
4. Подготовка основания — засыпка и уплотнение щебня, песка, заливка бетоном
5. Стяжка сухого основания
6. Укладка брусчатки
7. Подрезка
8. Уплотнение брусчатки
9. Заполнение щелей.

Настоящие технологии укладки тротуарной плитки предполагают использовать виброплиты или катки для уплотнения и выравнивания грунта, основания и самой тротуарной плитки.
Обязательно также снятие дерна или любого другого мягкого основания. Также часто для отсечения слоев основания используется геосинтетические материалы.

## Дренаж

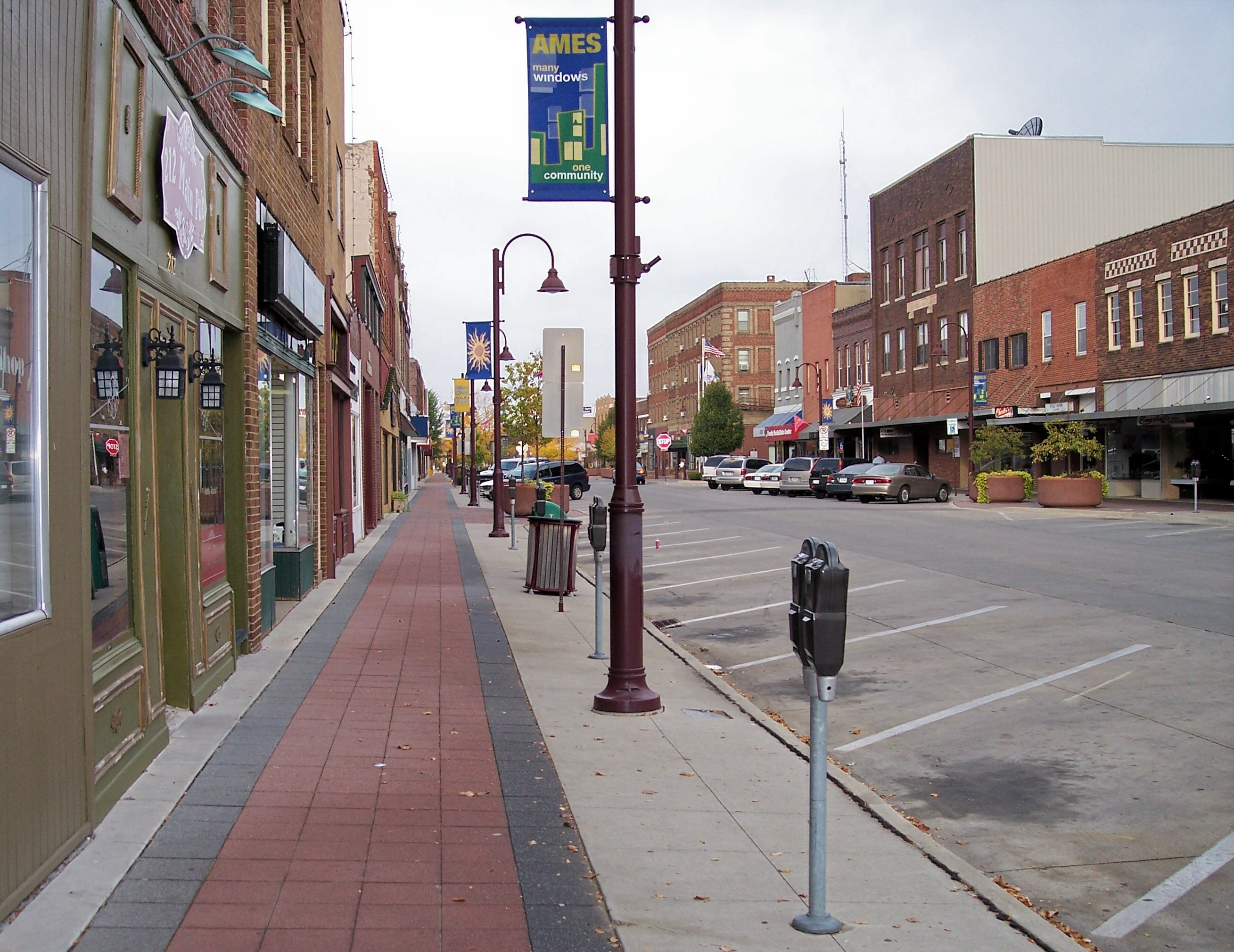
Эймс, Айова — правый край тротуара ниже левого по уровню для отвода воды в дренажный жёлоб

При укладке тротуарной плитки необходимо учесть отвод воды в дренажные системы. Один из распространённых способов — использование поперечного уклона, предполагающего скат воды в дренажные желоба за счёт наклона поверхности тротуарной плитки.

## Физические характеристики
Средние характеристики изделий, изготовленных методом вибролитья:
- прочность при сжатии: 300—400 кг/см2;
- водопоглощение: 4,5 % от объёма;
- истираемость: 0,3 г/см2;
- марка по морозостойкости: F300-400.
- срок службы от 20 лет.

Произведённая методом вибролитья плитка имеет привлекательную глянцевую поверхность.
Средние характеристики изделия изготовленных методом вибропрессования:
- прочность при сжатии: 300 кг/см2;
- водопоглощение: 6 % от объёма;
- истираемость: 0,4 г/см2;
- марка по морозостойкости: F200.
- срок службы от 15 лет.

Произведённая этим методом плитка имеет шершавую поверхность.

## Преимущества и недостатки
Плитка проста в установке и обслуживании. В отличие от асфальтового покрытия, не препятствует растениям в питании водой и газообмене. Она может выдержать большие перепады температур, не плавится от солнца и не выделяет вредные газы.
По плитке неудобно ходить в лёгкой обуви, в том числе на высоких каблуках. По ней неудобно ездить на велосипедах и роликовых коньках, везти сумки-тележки (такие как «кравчучка»).